# Blaxploitation
Blaxploitation ou Blacksploitation foi um movimento cinematográfico norte-americano que surgiu no início da década de 1970. A palavra é um portmanteau de black ("negro") e explotaition ("exploração").
Os filmes blaxploitation eram protagonizados e realizados por atores e diretores negros e tinham como público-alvo, principalmente, os negros norte-americanos. Algo parecido havia sido testado entre as décadas de 1910 e 1950, eram os chamados race films.
Atores como Pam Grier, que se consagraria em Coffy (1973), Richard Roundtree de Shaft, o campeão de caratê Jim Kelly, que contracenou com Bruce Lee em Enter the Dragon, se destacaram como os principais artistas deste gênero. Shaft, dirigido por Gordon Parks lançado em 1971 com orçamento da MGM, foi o filme que mais se popularizou no gênero. Outros clássicos da blaxploitation também se destacaram, como Sweet Sweetback's Baadasssss Song dirigido por Melvin Van Peebles em 1971, Superfly e Trouble Man, de 1972, Black Caesar, de 1973 dirigido pelo consagrado Larry Cohen, Coffy, Blacula e Cleopatra Jones, de 1973, Black Belt Jones, Willie Dynamite e Foxy Brown, de 1974, Bucktown e Dolemite, de 1975, Black Samurai, de 1977, entre outros. 
Jackie Brown, de 1997, apesar de não ser um blaxploitation propriamente dito, tem forte inspiração nesse gênero. 

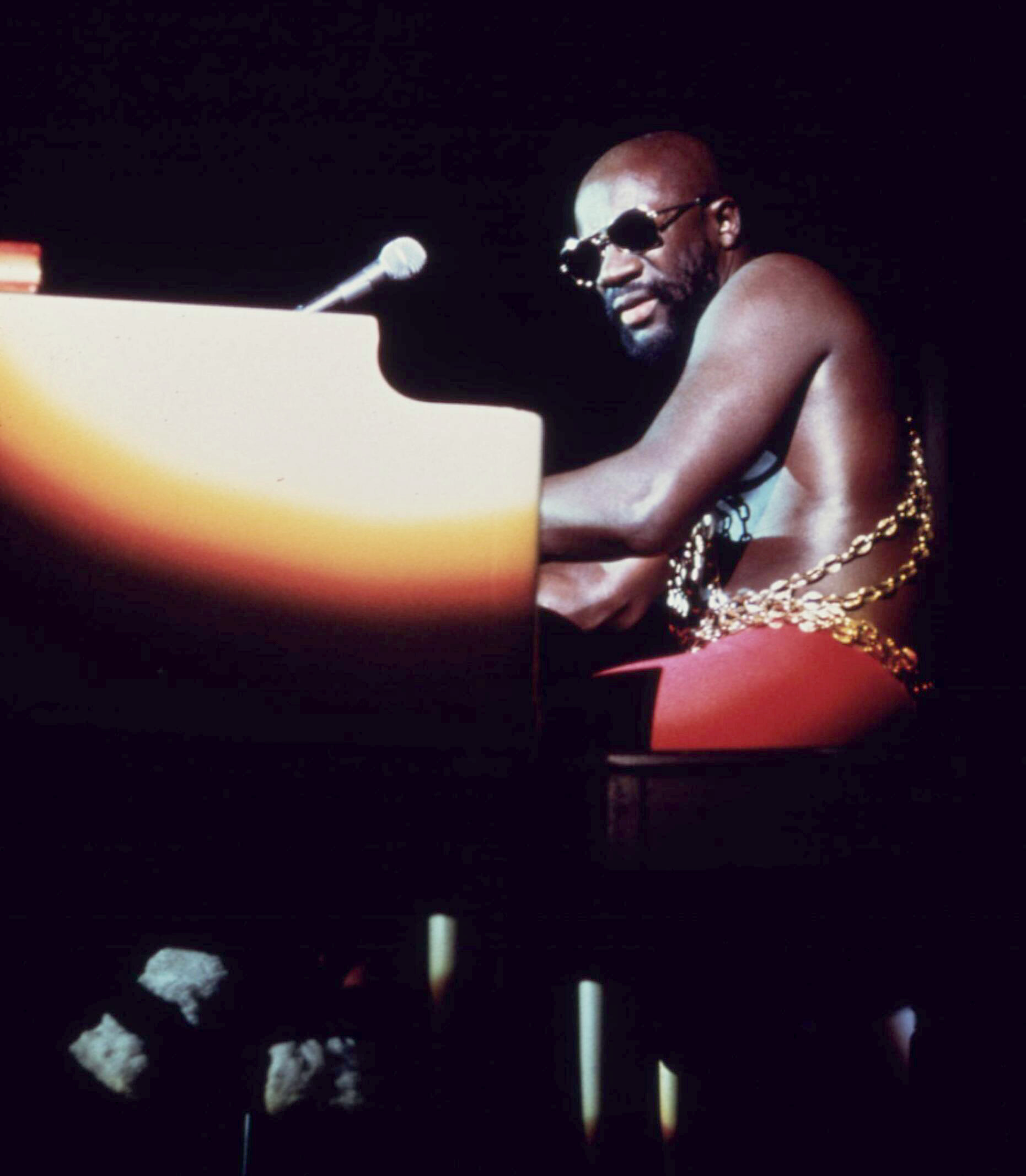
Isaac Hayes, autor da trilha sonora do clássico filme de blaxploitation Shaft, de 1971

A trilha sonora do filme Super Fly de Curtis Mayfield. É uma das mais aclamadas da história do cinema, estando presente na lista dos 200 álbuns definitivos no Rock and Roll Hall of Fame.

As trilhas sonoras dos filmes blaxploitation eram compostas por músicos, arranjadores e produtores musicais consagrados da música negra norte americana como Curtis Mayfield, Isaac Hayes, James Brown, Quincy Jones, Barry White, Marvin Gaye,Willie Hutch entre outros.

## Definindo qualidades do gênero
Quando ambientados no Nordeste dos Estados Unidos ou na Costa Oeste dos Estados Unidos, os filmes de blaxploitation são principalmente estabelecidos em bairros urbanos pobres. Os termos usados para personagens brancos, como "cracker" e "honky", são elementos comuns. Os filmes de Blaxploitation ambientados no Sul geralmente lidam com escravidão e miscigenação.

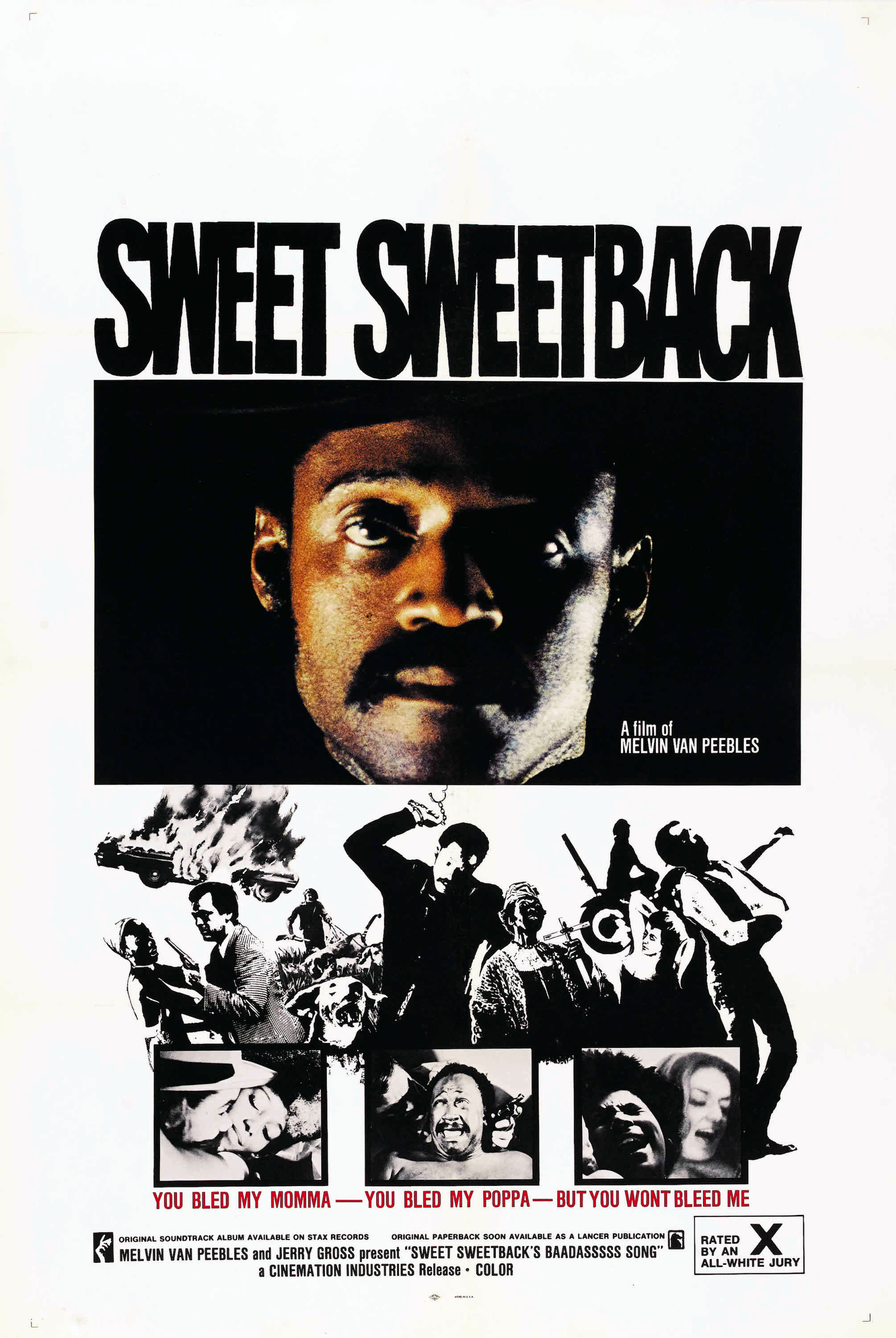
Pôster de Sweet Sweetback's Baadasssss Song (1971)

Blaxploitation inclui vários subtipos, incluindo crime (Foxy Brown), ação/artes marciais (Three the Hard Way), westerns (Boss Nigger), horror (Abby, Blacula), prisão (Penitentiary), comédia (Uptown Saturday Night), nostalgia (Five on the Black Hand Side), coming-of-age/drama de tribunal (Cooley High Cornbread, Earl and Me) e musical (Sparkle).
Seguindo o exemplo definido por Sweet Sweetback's Baadasssss Song, muitos filmes de blaxploitation apresentam trilhas sonoras de funk e soul jazz com linhas de baixo pesadas, batidas funky e guitarras wah-wah. Essas trilhas sonoras são notáveis por um grau de complexidade que não era comum às faixas do funk radiofônicas da década de 1970. Eles também apresentaram uma orquestra rica que incluiu instrumentos como flautas e violinos, que foram usados no funk ou soul da época.
Seguindo a popularidade dos filmes de blaxploitation na década de 1970, filmes dentro de outros gêneros começaram a caracterizar personagens negros com características estereotipadas dos blaxploitations, como os personagens Harlem Underworld em Live and Let Die (1973), o personagem de Jim Kelly em Enter the Dragon (1973), e o personagem de Fred Williamson em The Inglorious Bastards (1978).